# جوي دوسن
جوي دوسن (بالإنجليزية: Joey Dawson)‏ هو لاعب كرة قدم بريطاني في مركز الهجوم، ولد في 30 مايو 2003 في Scunthorpe ‏ في المملكة المتحدة. لعب مع سكونثورب يونايتد.